# Лаура Перлс
Лаура Перлс (на немски: Laura Perls) е германски психолог и психотерапевт, която спомага за създаване на гещалт школата в психотерапията.

## Биография
Родена е на 15 август 1905 година в Пфорцхайм, Германия. Започва да се интересува от психология, когато е на 16 години. Подобно на много преди и след нея, интересът ѝ започва след като прочита книгата на Зигмунд Фройд от 1899 „Тълкуване на сънищата“.
През 1930 г. се омъжва за Фриц Перлс, с когото се запознава по време на работа в Психологическия институт във Франкфурт. Малко по-късно получава докторска степен по гещалт психология от Франкфуртския университет. През 1933 г. е принудена да бяга от Германия, след като нацистите идват на власт и прекарват десет години в Южна Африка. През 1951 г. се преместват в Ню Йорк и заедно с Пол Гудман и Ралф Хеферлайн публикуват Gestalt Therapy: Excitement and Growth in the Human Personality. От 1952 г., с помощта Пол Гудман, създават Нюйоркския институт за гещалт терапия.
Умира на 13 юли 1990 година в Пфорцлайм на 84-годишна възраст.